# Iole (oiseau)
Genre
Synonymes
- Acritillas Oberholser, 1905[2]

Iole est un genre de passereaux de la famille des Pycnonotidae. Il regroupe six espèces de bulbuls.

## Répartition
Ce genre se trouve à l'état naturel en Asie du Sud et du Sud-Est,,,.

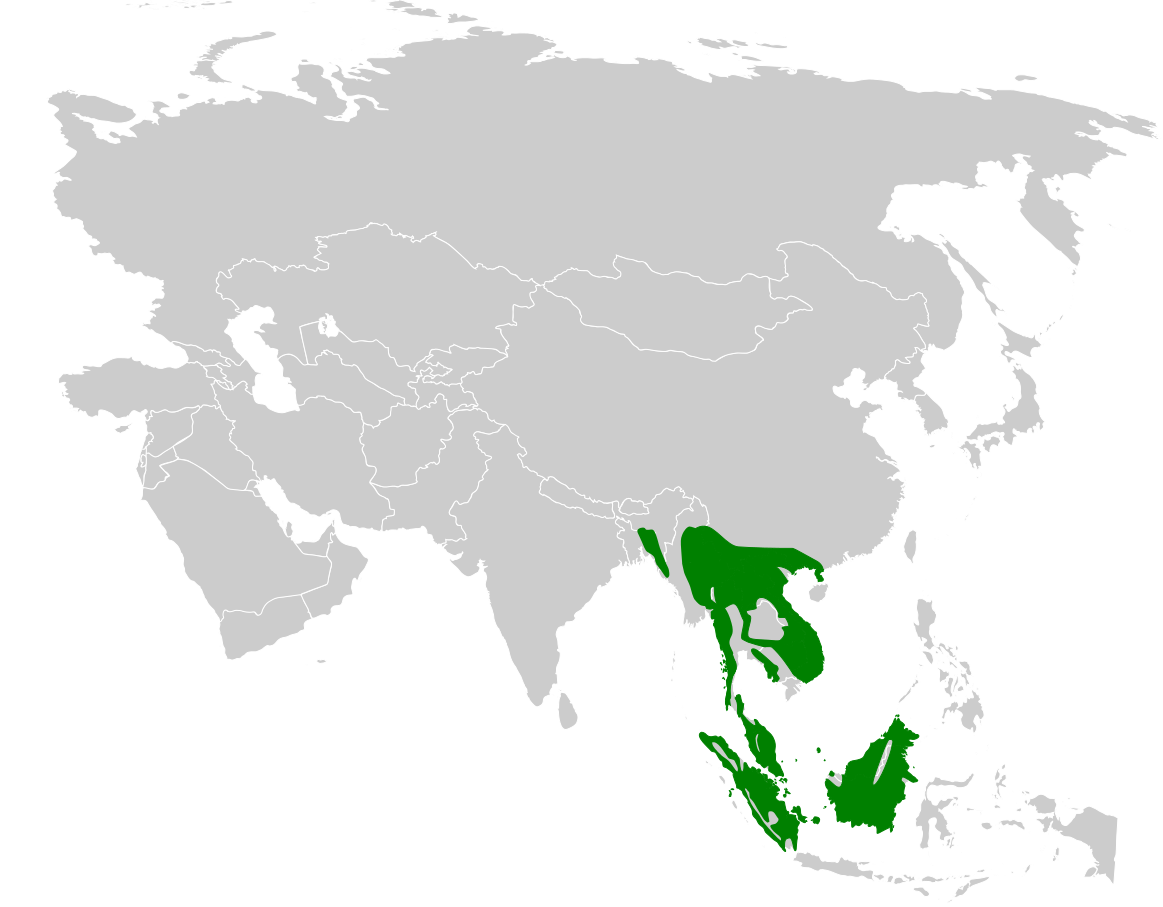
Répartition de Iole.

## Liste alphabétique des espèces
Selon la classification de référence du Congrès ornithologique international (version 11.1, 2020) (ordre phylogénétique) :
- Iole finschii (Salvadori, 1871) - ?
- Iole palawanensis (Tweeddale, 1878) — Bulbul aux yeux d'or, Bulbul de Palawan
- Iole viridescens Blyth, 1867 — Bulbul birman, Bulbul olive
  - Iole viridescens cinnamomeoventris Baker, ECS, 1917
  - Iole viridescens lekhakuni (Deignan, 1954)
  - Iole viridescens viridescens Blyth, 1867
- Iole crypta Oberholser, 1918 — Bulbul d'Oberholser
- Iole charlottae (Finsch, 1867) — Bulbul de Charlotte
- Iole cacharensis (Deignan, 1948) — Bulbul du Cachar, Bulbul olive (cacharensis)
- Iole propinqua (Oustalet, 1903) — Bulbul aux yeux gris
  - Iole propinqua aquilonis (Deignan, 1948)
  - Iole propinqua innectens (Deignan, 1948)
  - Iole propinqua myitkyinensis (Deignan, 1948)
  - Iole propinqua propinqua (Oustalet, 1903)
  - Iole propinqua simulator (Deignan, 1948)